# 봉천역 (임실)
봉천역(Bongcheon station, 鳳泉驛)은 전북특별자치도 임실군 오수면 봉천리에  위치한 전라선의 역으로, 철로는 다리 위로 지나가고 다리와 지면 사이에 역사가 건축된 형태를 띠고 있다.
2004년 8월 5일 오류역과 옛 봉천역을 통합하여 완벽한 승강장 시설을 갖춘 신역사를 건축하였으나, 정작 현재는 여객열차가 정차하지 않고 있다.

## 역사
- 1965년 6월 21일 : 무배치간이역으로 영업 개시 (오수역 관리)
- 2004년 7월 15일 : 여객 취급 중지
- 2004년 8월 5일 : 전라선 이설과 동시에 오수역과 봉천역을 통합하여 현 위치로 이전

## 역 구조
역사는 전라선이 지나가는 다리와 도로 사이의 공간에 위치하며, 2층 규모이다. 역 편의시설로는 대형 주차장과 구내 식당이 있으나, 방치되어 있다.

### 승강장
승강장은 2면 4선으로 건설되었으나, 바깥쪽 2선은 노반을 설치하지 않아 사실상 가운데 2선만 활용된다.
| ↑ 임실      |
| 상 \| 하 \| |
| 오수 ↓      |

| 상행 | 전라선 | 서울 · 서대전 · 익산 · 전주 방면 |
| 하행 | 전라선 | 남원 · 순천 · 여수엑스포 방면    |

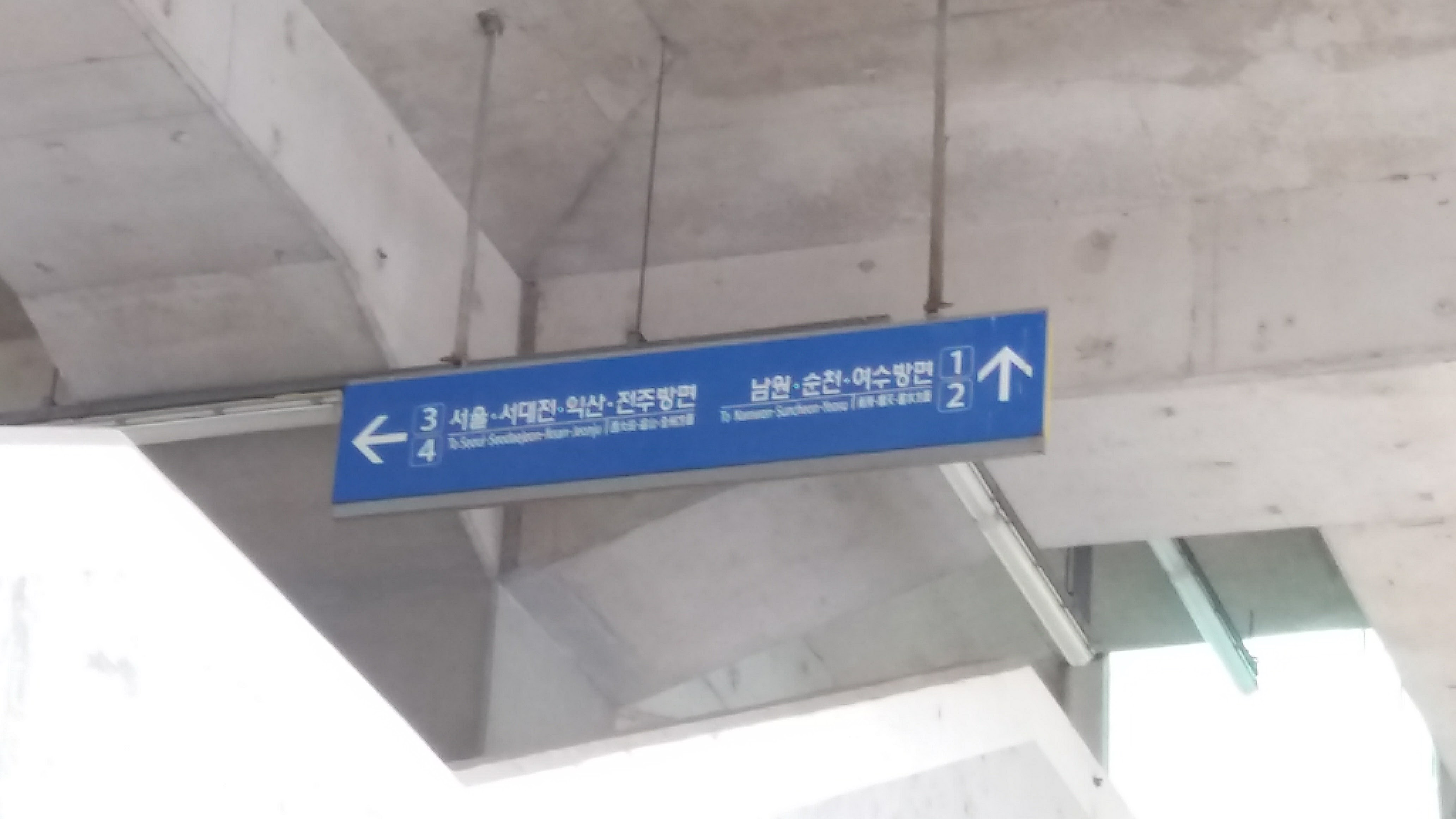
봉천역의 타는 곳 안내판.

- 위 표의 타는 곳 안내는 현재의 운행 계통이 아닌, 봉천역의 타는 곳 안내판을 기준으로 하였다.

## 사진

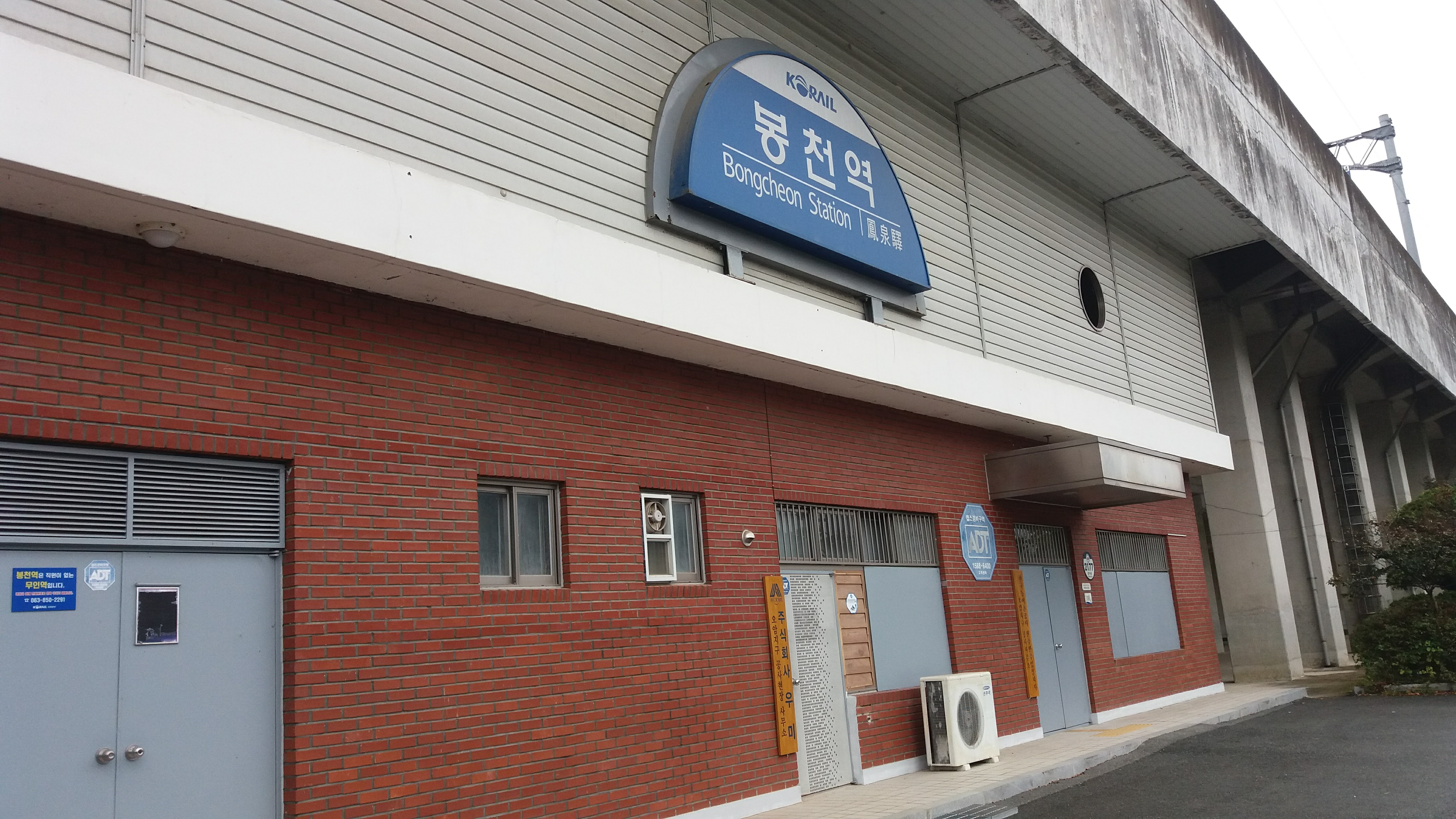
봉천역 전면부 (왼쪽에서)
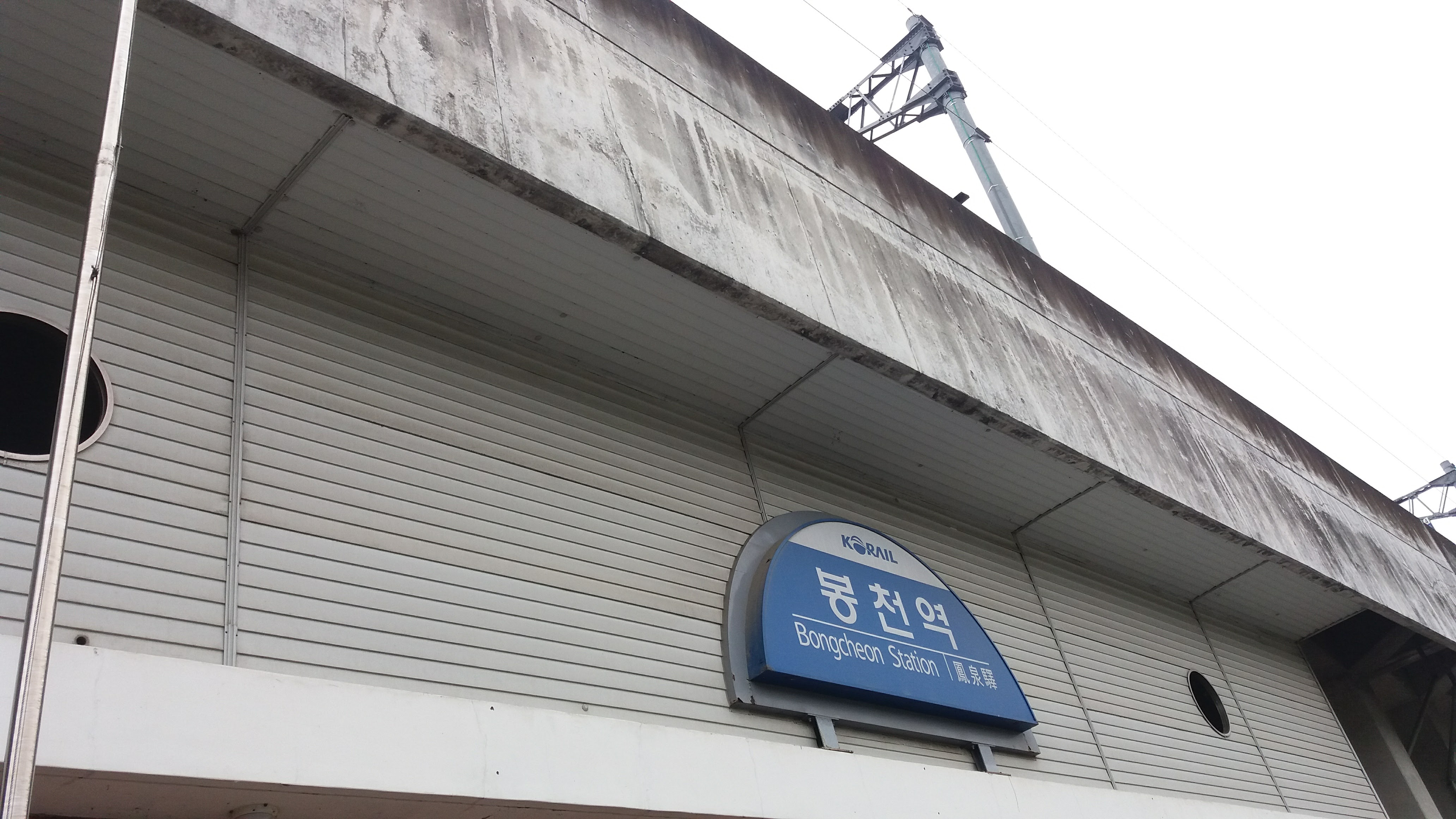
봉천역과 역 위의 다리
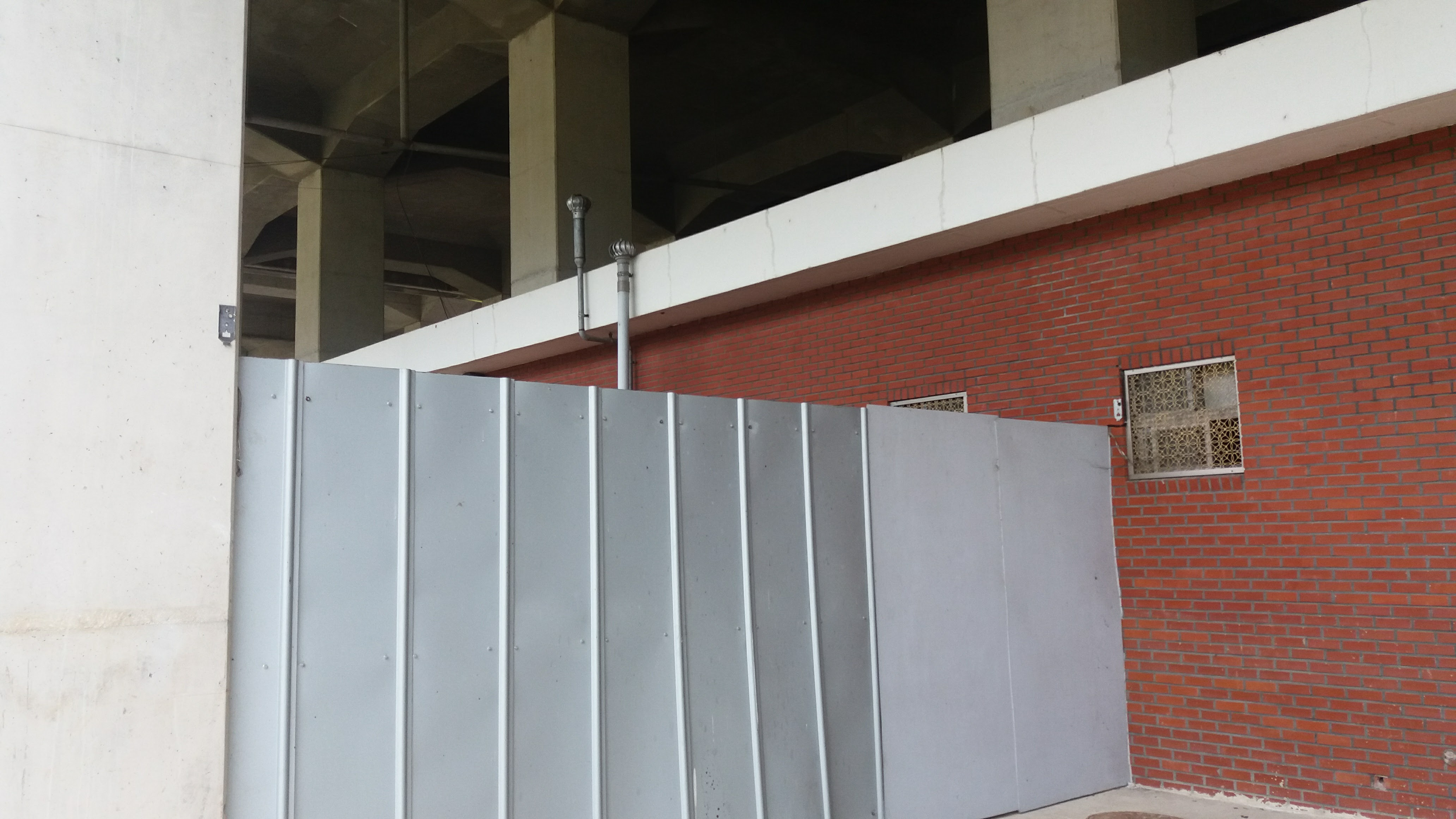
봉쳔역사 뒤편
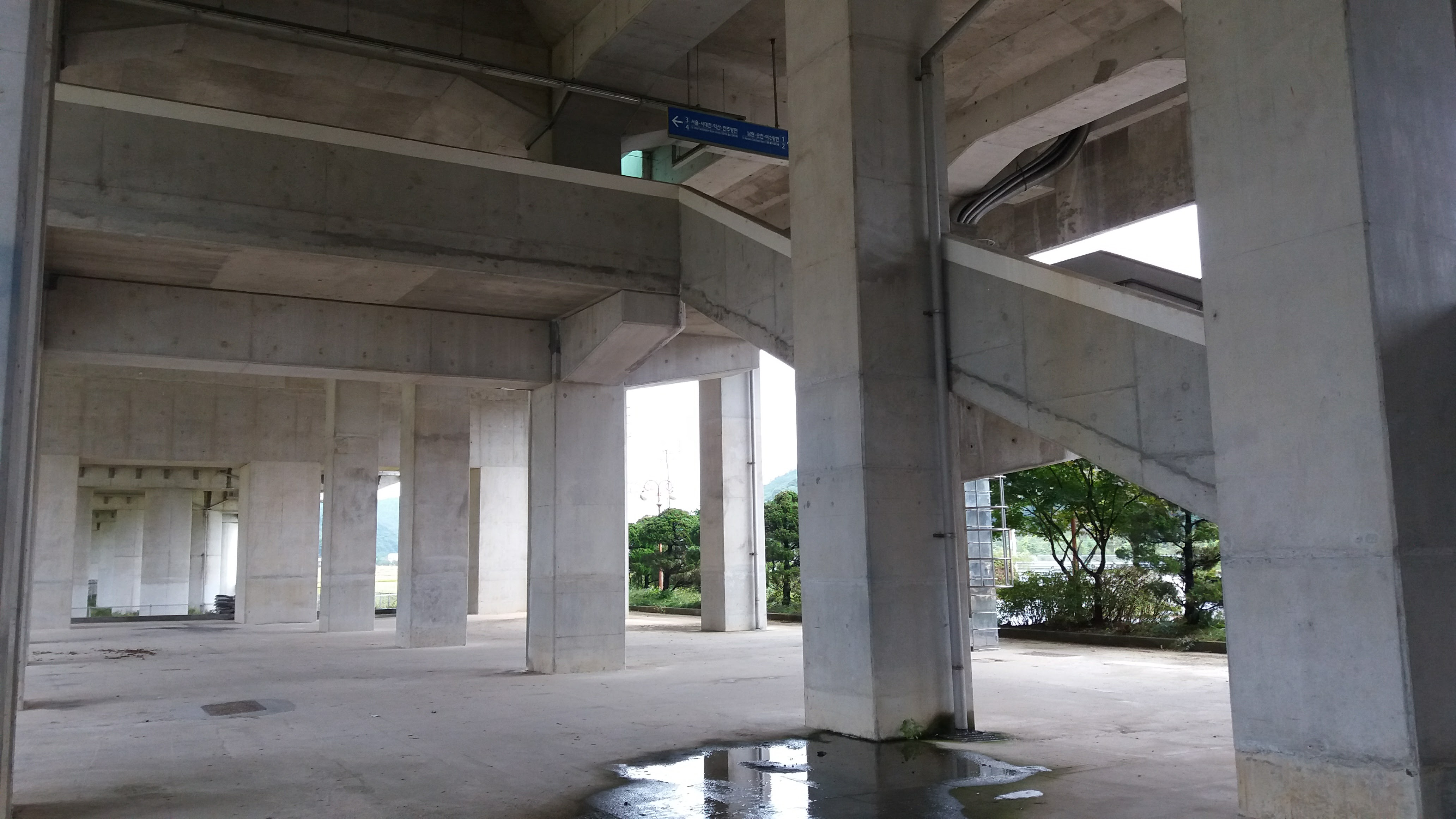
봉천역사 오른편 (다리 모양 구조물이 승객용 통로)
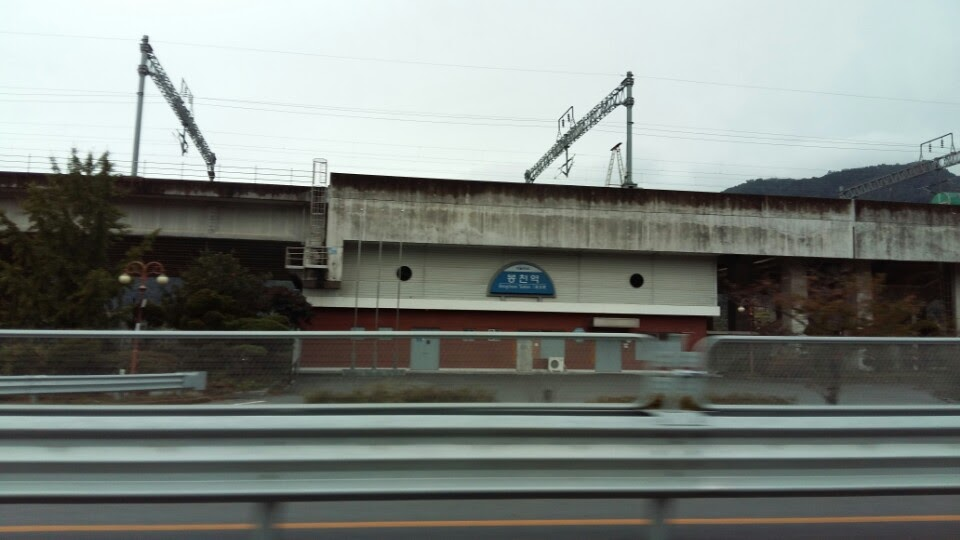
길 건너편에서 바라본 봉천역

### 폴사인

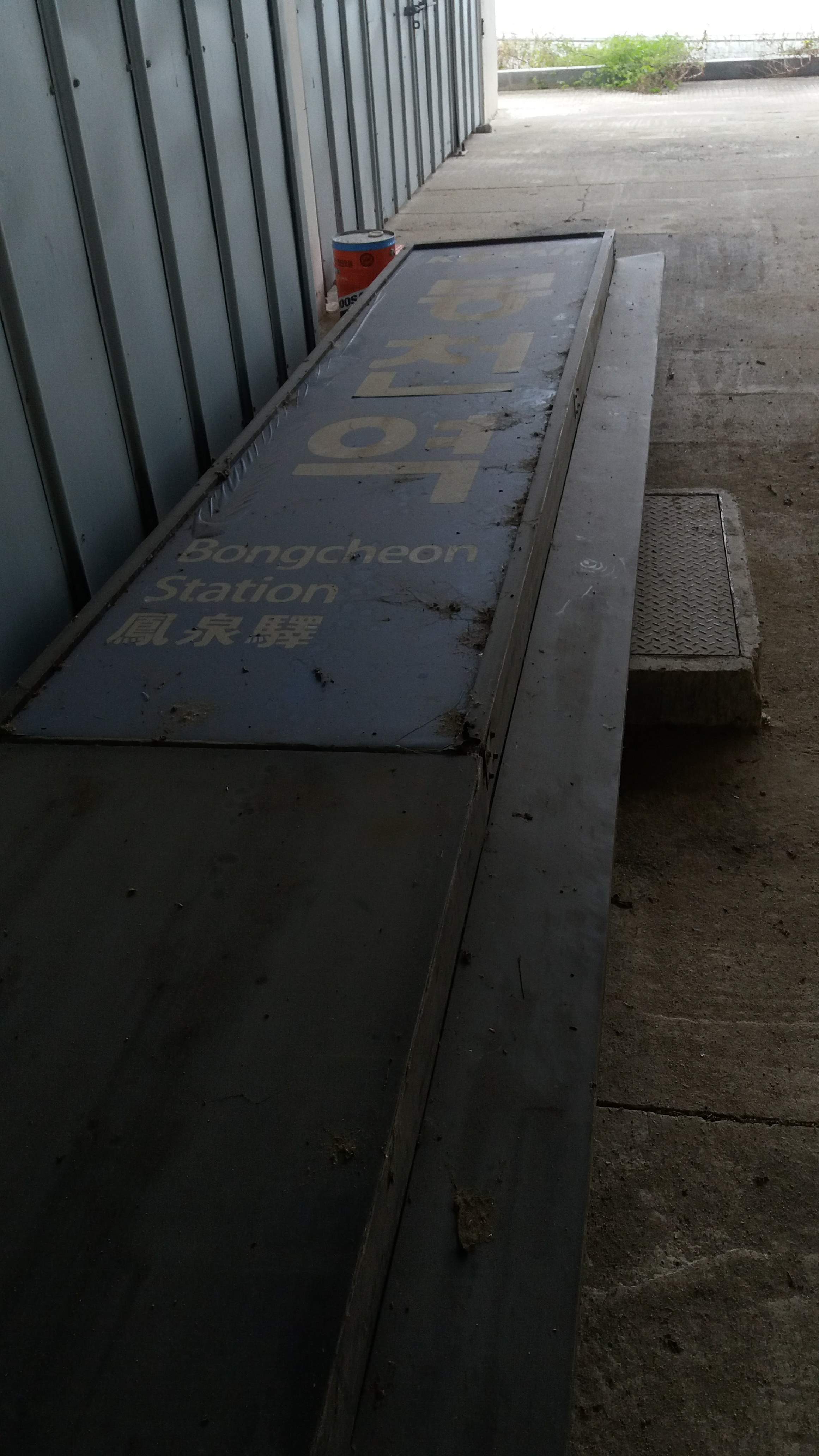
봉천역의 버려진 폴사인
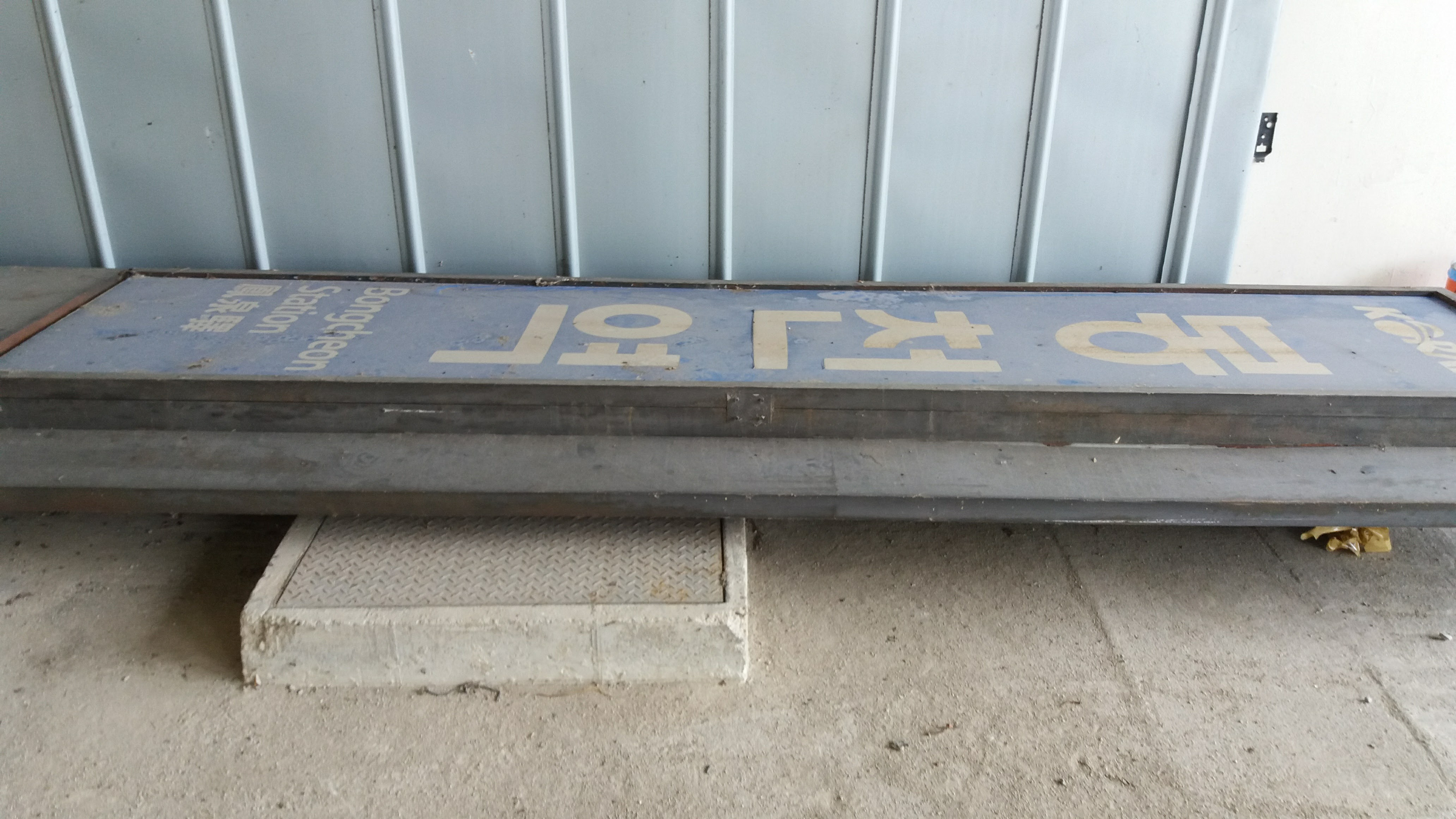
다른 각도에서 바라본 폴사인
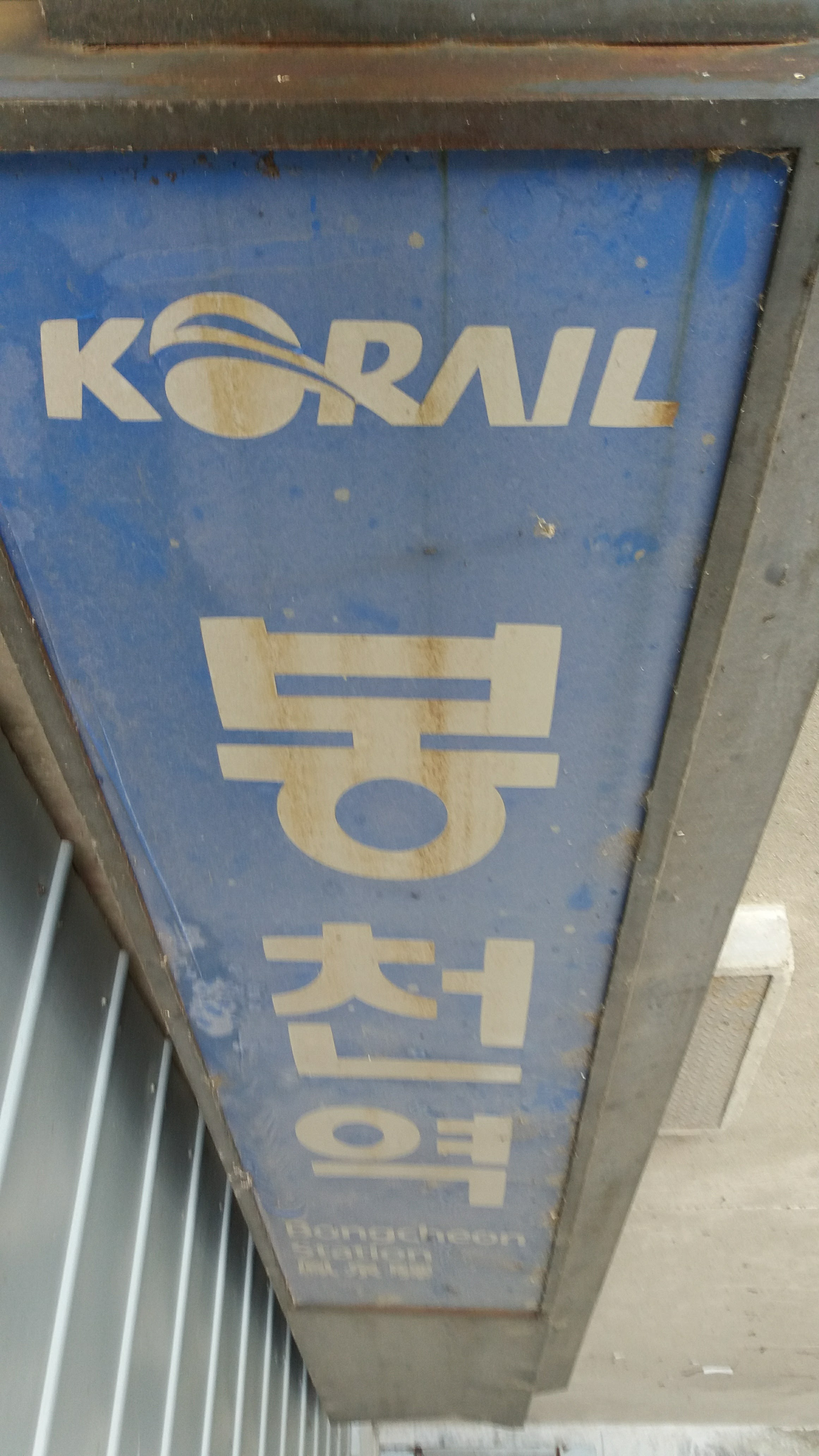
전체 폴사인 (180도 회전)